# 波士頓花園
波士頓花園（英語：Boston Garden）曾是麻薩諸塞州波士頓的一座體育場，由拳擊提倡者泰克斯·理察所設計（他曾建造第三代麥迪遜廣場花園），於1928年11月17日啟用，當時名為波士頓麥迪遜廣場花園（英語：Madison Square Garden (1925)），後簡稱為波士頓花園。波士頓花園比他的繼承者營運的期間還要長上30年以上，並坐落在波士頓北站上方，該站原是波士頓和緬因州鐵路公司的樞紐站，現為麻薩諸塞灣交通局通勤鐵路及美鐵的樞紐站。
波士頓花園曾為國家冰球聯盟的波士頓棕熊和NBA的波士頓塞爾提克兩隊的主場所在地，也曾舉行多場搖滾音樂會、業餘體育賽事、拳擊和職業摔角賽事、馬戲團和冰上展覽。另外波士頓花園也曾作為政治集會的展覽廳，如約翰·甘迺迪1960年11月的演講會。1998年，波士頓花園在其繼承者TD花園完工三年後正式拆除。